# Myrtle Corbin
Pour les articles homonymes, voir Corbin.
Josephine Myrtle Corbin (12 mai 1868 –6 mai 1928), née avec une malformation rare, le dipygus. Elle figurait parmi la troupe de cirque Barnum qui exhibait les malformations physiques dans les spectacles.

## Biographie
Josephine Myrtle Corbin, née en 1868 dans le comté de Lincoln (Tennessee), est la septième enfant de Nancy et William Corbin. À sa naissance, bien que Myrtle soit née en bonne santé, les médecins constatent que le nouveau-né possède quatre jambes. Chacune de ses plus petites jambes intérieures était associée à l'une de ses jambes extérieures. 
A l'âge de 13 ans, elle est exposée pour le cirque Barnum sous l'appellation « La fille à quatre pattes du Texas ».
Elle se marie à 19 ans avec Clinton Bicknell, un médecin. Le couple aura quatre enfants sans malformation. Elle participe à nouveau à des exhibitions publiques de 1909 à 1915.  Au fil des expositions publiques, elle devient rapidement populaire, monnayant sa présence autour de 450 $ par semaine.